# DIC.NII.LAN.DAFT.ERD.ARK
DIC.NII.LAN.DAFT.ERD.ARK er det ellevte studiealbum af den danske rockgruppe D-A-D. Albummet udkom den 14. november 2011 på Mermaid Records, og markerer dermed et brud med EMI efter adskillige albumudgivelser på pladeselskabet siden starten af 1990'erne. Første single, "I Want What She's Got", udkom den 30. september 2011. Albummet debuterede som nummer to på hitlisten, kun overgået af Rasmus Seebach-albummet Mer' end kærlighed, hvilket er første gang siden 1997-albummet Simpatico at et studiealbum fra bandet ikke er gået direkte ind som nummer ét. Albummet solgte 4846 eksemplarer i den første uge. I december modtog albummet platin for 20.000 solgte eksemplarer. DIC.NII.LAN.DAFT.ERD.ARK blev nomineret til Årets danske rockudgivelse ved Danish Music Awards 2012.
DIC.NII.LAN.DAFT.ERD.ARK er produceret af Nick Foss, der også stod bag albums som No Fuel Left for the Pilgrims (1989) og Everything Glows (2000). Om arbejdet med produceren fortæller forsanger Jesper Binzer: "Nick elsker melodier, og dem har vi mange af denne gang. Og det er fedt, når hans popøre reagerer på vores hårdtslående sange". På lydsiden er forskellen i forhold til tidligere album ifølge trommeslager Laust Sonne, "at vi lyder som en rockkvartet. Hverken mere eller mindre. Det er rent, stramt og kontant."

## Spor
| Nr.           | Titel                          | Længde |
| ------------- | ------------------------------ | ------ |
| 1.            | "A New Age Moving In"          | 4:18   |
| 2.            | "I Want What She's Got"        | 4:04   |
| 3.            | "The End"                      | 3:45   |
| 4.            | "Fast on Wheels"               | 4:06   |
| 5.            | "The Place of the Heart"       | 3:41   |
| 6.            | "Last Time in Neverland"       | 3:51   |
| 7.            | "Breaking Them Heart By Heart" | 4:26   |
| 8.            | "We All Fall Down"             | 4:59   |
| 9.            | "Wild Thing in the Woods"      | 4:50   |
| 10.           | "Can't Explain What It Means"  | 3:16   |
| 11.           | "Drag Me to the Curb"          | 3:36   |
| 12.           | "Your Lips Are Sealed"         | 5:33   |
| Total længde: | Total længde:                  | 50:25  |

### Tysk Deluxe Edition
CD2 - The Campfire Favorites & Home Alive
| Nr.           | Titel                               | Længde |
| ------------- | ----------------------------------- | ------ |
| 1.            | "I Want What She's Got (Acoustic)"  | 2:49   |
| 2.            | "The End (Acoustic)"                | 3:46   |
| 3.            | "A New Age Moving In (Acoustic)"    | 4:58   |
| 4.            | "Last Time in Neverland (Acoustic)" | 3:59   |
| 5.            | "The Place of the Heart (Acoustic)" | 3:48   |
| 6.            | "A New Age Moving In (Live"         | 6:26   |
| 7.            | "Jihad (Live)"                      | 2:59   |
| 8.            | "The End (Live)"                    | 4:00   |
| 9.            | "Everything Glows (Live)"           | 5:42   |
| 10.           | "Ridin' with Sue (Live)"            | 4:10   |
| 11.           | "Monster Philosophy (Live)"         | 5:39   |
| 12.           | "We All Fall Down (Live)"           | 4:42   |
| 13.           | "Last Time in Neverland (Live)"     | 4:34   |
| 14.           | "I Want What She's Got (Live)"      | 10:45  |
| 15.           | "God's Favorite (Live)"             | 3:07   |
| 16.           | "The Place of the Heart (Live)"     | 5:13   |
| Total længde: | Total længde:                       | 76:37  |

## Hitlister og certificeringer
| Hitliste (2011) | Højeste placering |
| --------------- | ----------------- |
| Danmark         | 2                 |
| Finland         | 48                |
| Sverige         | 32                |
| Tyskland        | 97                |

| Hitliste (2011) | Placering |
| --------------- | --------- |
| Danmark         | 20        |
| Hitliste (2012) | Placering |
| Danmark         | 54        |

| Land (Organisation) | Certificering |
| ------------------- | ------------- |
| Danmark (IFPI)      | Platin        |